# 澳大利亚自由党
澳大利亚自由党（英語：Liberal Party of Australia），簡稱自由黨，是澳大利亚目前主要的两大政党之一，其与澳大利亚国家党组成的联盟是目前联邦的在野党。自由党由前总理罗伯特·孟席斯及其支持者于1945年脱离了原統一澳洲黨而成立的；其前身可追溯至成立于1917年的原澳大利亚国民党。自由党建党时的理念既有古典自由主义特征，也受保守主义影响，因而自称是“自由保守主义”或“保守自由主义”。自由党在澳大利亚政坛的角色大约相当于英国的保守党、加拿大的保守党和美国的共和黨，惟黨內一直存在自由派和保守派系，近年保守派佔有主導地位。
在联邦选举中，自由党和国家党组成联盟，与中间偏左的工党轮流执政。尽管成立的时间晚于工党，但自由党（作爲聯盟黨的主要黨派）参与联邦政府执政的时间更长。澳大利亚历史上上两个任职时间最长的总理均出自该党；分别是孟席斯（1939年－1941年、1949年－1966年）和霍华德（1996年－2007年）。
进入21世纪后，自由党-国家党联盟在2007年之前为联邦的执政党，彼时的党领袖为约翰·霍华德，后于当年的大选中败选下野。在2013年澳洲联邦大选中，自由黨-国家党联盟击败对手澳大利亚工党胜出成为执政党，党领袖托尼·阿博特成为第28任联邦总理，副领袖则是朱莉·毕晓普。此后，马尔科姆·特恩布尔与斯科特·莫里森相继于2015及2018年成为该党领袖及联邦总理。2022年，该党与国家党组成的联盟在联邦大选中落败于对手澳大利亚工党，再度成为在野党至今。
目前在澳大利亚的六个州和两个领地中，自由党在塔斯马尼亚州完全执政，在新南威尔士州则与国家党组成联盟执政。

## 理念
自由党主流理念是中间偏右的经济自由主义、古典自由主义、以及社会保守主义，是国际民主联盟的成员，而非国际自由联盟；该党也是国际民主联盟中唯一的“自由党”。但同时自由党内一直存在着社会自由主义派系，即自由派。
1964年，党的創始人，任職時間最長的党魁孟席斯爵士如此解释“自由党信條”：
|                 | 正如我們的名字「自由」的詞源所表示，我們代表了自由。我們意識到了男人和女人不只是用来計算的数码，而是一个个的人，他们的幸福和发展必是施政的主要关注点。…我们知道了正确的答案是将个人放归自由，瞄准机会平等，并创造一个权利和义务受承认和有效的社会。 |
| ——羅伯特·孟席斯 | |

1996年，霍華德勝出大選後不久，談及他對羅伯特·孟席斯的談話看法：
|  | 孟席斯知道同时借鑒传统自由主義和保守主义的政治傳統对澳大利亞自由主義有多重要。…他信仰的是一个包容埃德蒙·伯克和约翰·斯图尔特·密尔的自由主义政治传统——我把这个传统用当代说法称作澳大利亚自由主義的“广教派”。 |

在经济政策方面，自由党在历史上也曾支持过高度的经济保护主义和干预的政策，但从其立党之本上，是反对社会主义、反对共产主义的。从孟席斯到马尔科姆·弗雷泽时代，自由党一直支持严格管制的经济体系，公共事业均由国家管理，通过固定工资、高关税等措施限制商业行为。直到1980年代，受到新右派、新自由主義的影响，党内才出现了私有化、开放市场的声音。
在社会层面，自由党推行过诸多重大的社會和政治改革；包括孟席斯提出的多民族移民政策，1967年的原住民权益公投，1976年的原住民地权法，1997年的枪枝管理法等等；澳大利亚首位原住民参议员、众议员均出自该党。
孟席斯是坚定的君主立宪制的支持者，歷史上自由党因此也支持英國君主繼續作為澳大利亞的國家元首。现今自由党内也有不少共和制支持者，前任领袖麦肯·腾博是澳大利亚共和运动的前主席。
與工黨不同，自由黨内沒有正式的派系，但黨内長期存在兩大鬆散的派別，分別是中間偏右的保守派，和中間偏左的自由派。霍華德接掌自由黨後，保守派在黨内佔有多數。史上自由派曾從自由黨内分裂出去，另組民主黨。

### 組織結構

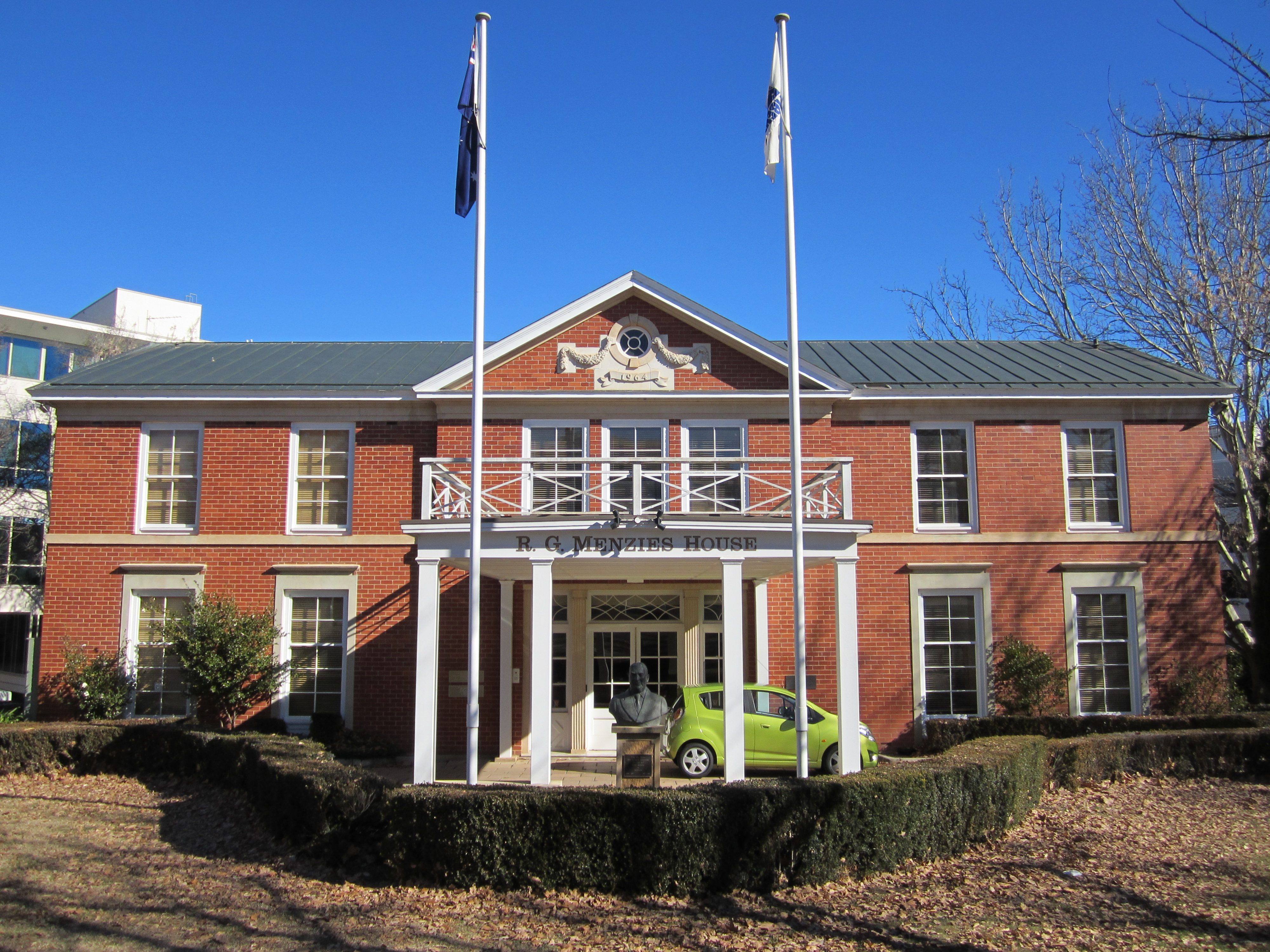
位于坎培拉巴頓區的R·G·孟席斯樓是自由黨的聯邦總部

自由黨的黨組織主要由六個州黨部組成：歷史上，自由黨曾強烈支持聯邦制的政府，因此孟席斯故意創建了一個較弱的中央黨組織和較強的各州黨部。至少到1983年爲止，自由黨支持聯邦制的政府，但近年自由黨政府比較強調聯邦政府中央集權。因州政府黨的政策幾乎完全由議會黨團決定，但基層黨員也有少量影響力。
自由黨的基層組織是黨支部，每個黨支部由當地的黨員組成。每次選舉時，都會有對應各選區的黨員代表大會來協調選戰。由於澳大利亞有聯邦、州和領地以及地方政府三級政府，因此也就有聯邦、州和領地以及地方政府三層黨員代表大會，各黨支部選舉代表參加各級黨員代表大會。
每個州内的黨支部共同組成一個黨部（Division），黨部由州黨委會（State Council）領導。此外，還有聯邦黨委會（Federal Council）作爲全國黨組織的代表機構。黨支部領導參加黨委會，此外按照黨委會人數各黨支部選舉額外代表參加。
選舉時，由特別的選舉委員會推舉候選人。選舉委員會由黨部幹部、黨支部領導人以及各黨部選舉的代表組成。

## 历史
自由党长期和国家党联合执政及保持联盟关系，1949年－1972年，1975年－1983年及1996年－2007年領導中右翼聯合政府。历史上，擔任澳大利亚自由黨黨魁時間最長的是羅伯特·孟席斯，曾領導自由黨執政長達二十年，擔任總理近十八年；其次是約翰·霍華德，任職近十二年。

### 创党

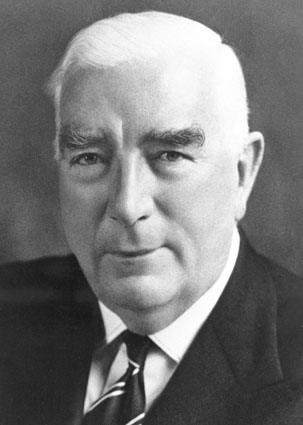
自由党创始人，1939-1941年，1949-1966年总理孟席斯

自由党的创立者是从原澳大利亚联合党脱离出来的。从更广泛的意义上，自由党之源可以追溯至第一联邦议会中的各反工党派系。为了应对澳大利亚工党日益膨胀的选举压力，第二任总理阿尔弗雷德·迪肯于1909年在原自由贸易党和保护主义党的基础上，成立了联邦自由党。1917年，联邦自由党联合了几位从工党分离出来的异见分子，组建了澳大利亚国民党，並加入第一次世界大戰，當中包括總理比利·休斯。国民党再次和工党异见分子联合，于1931年成立了澳大利亚联合党。
数位工党成员反对更加激进的工人运动来应对1930年代的经济大萧条，从而获得保守派的支持，于1931年形成了新的保守派阵营。前工党成员约瑟夫·莱昂斯出任联合党的首任领袖，并领导该党在大选中获得压倒性胜利。莱恩斯政府奉行较为保守的财政政策，平衡预算和减少债务，使得澳大利亚逐步走出经济萧条。联合党因此连续获得三届大选的胜利。
1939年4月7日，莱恩斯因突发心脏病去世，罗伯特·孟席斯继任总理职务。但在1940年的联邦大選中，联合党議席大減，在得到两位独立议员的支持后，孟席斯组建了少数联合政府。1941年，随着第二次世界大战的深入，孟席斯当年没有报名参加一战的历史受到反对党和国人的诟病；8月28日被迫辞去总理职务；后又被赶出了联合党，工黨再次執政。1943年，联合党在大选中遭受惨败后解散。
1944年10月至12月间，孟席斯同多个保守派团体、工党的反对势力接触后，于1945年8月31日，在悉尼市政厅宣布成立澳大利亚自由党。取名“自由”，也是为了纪念之前的“联邦自由党”。大多数自由党成员来自解散了的联合党，一些保守的妇女、青年组织也随之加入。截止1945年9月，自由党党员已达90,000人。

### 孟席斯时代
在1946年的选举中挑战失败后，孟席斯带领自由党最终获得1949年竞选的胜利。此后，自由党连续七次赢得大选，创造了连续执政23年的记录。
在孟席斯执政时期（1949-1966），澳大利亚经历了长时间的战后繁荣。虽然是一位坚定的亲英派，孟席斯政府还是签署了一系列国防和贸易条约，使澳大利亚在战后走上了脱离英国的道路，打开了迎接多民族移民的大门，并启动了有关原住民的重要法律改革。在对外关系方面，孟席斯和美国结成紧密同盟关系，并派兵参加韩战、越战；同时，他依然对英国女王伊莉莎伯二世表示敬畏。

### 霍尔特、戈顿、麦克马洪时期
1966年1月，72岁的孟席斯宣布退休；前财政部长哈罗德·霍尔特继任自由党领袖、并出任政府总理。1967年，霍尔特政府推行移民法案，彻底的终结了施行了半个世纪的白澳政策，扩大了非欧洲移民的族群，包括接纳越南战争的难民；政府还举行公决，修改宪法中的种族歧视条款，将原住民纳入人口统计。1967年12月17日，霍尔特总理在维多利亚州南部海岸游泳时失踪。
在霍尔特失踪后，曾经是第二次世界大战时期澳大利亚皇家空军飞行员的约翰·戈顿被推举为自由党领袖，并于1968年1月10日就任澳大利亚总理。戈顿政府特别注重文化领域的发展，除增加对文艺方面的投资外，还组建了国家艺术委员会、澳大利亚电影发展公司、国家电影电视培训学校等机构。同时，戈顿政府通过立法，实现男女同工同酬，增加养老金、政府救济津贴和教育奖学金，并为250,000贫困人口提供免费医疗保障。戈顿政府继续同美国、英国保持良好关系，并开始同亚洲国家接近。然而，戈顿政府被党内一些人认为在走中间路线，并对戈顿本人的行为产生不满。1971年，时任国防部长的马尔科姆·弗雷泽宣布辞职，指责约翰·戈顿是不称职的。在随后的党内选举中，戈顿未能获得自由党籍两院议员的多数支持，而被迫辞职下台；财政部长威廉·麦克马洪接任领袖、并出任政府总理。
麦克马洪执政期间，自由党推举納維爾·博納为联邦参议院议员，使他成为澳大利亚历史上首位原住民议员。但麦克马洪领导的自由党在1972年的大选中失利，结束了自由党连续23年的执政，而自由党则改由斯内登担任新党首。

### 弗雷泽时期
1975年3月，马尔科姆·弗雷泽出任自由党联邦领袖，对执政的爱德华·惠特拉姆工党政府步步紧逼，使得财政预算在参议院多次受阻；加之，政府被爆借款丑闻；澳大利亚总督介入后，解除了惠特拉姆的总理职务，弗雷泽被任命为“看守总理”。在随后举行的大选中，弗雷泽领导自由党成功获得组阁权。
弗雷泽延续了前工党政府的一些社会改革政策，包括同时紧缩财政支出。1976年，自由党在议会通过了原住民土地权利法，在北领地确定了原住民拥有的一些传统土地。弗雷泽政府延续了前工党政府的多元文化主义，还建立了多元文化电视台SBS，接纳来自越南的难民，反对少数白人统治、以及种族隔离的南非和罗得西亚，反对苏联的扩张主义。弗雷泽尊重州政府的权利，拒绝动用联邦权利干涉塔斯马尼亚州建设富兰克林大坝。
1977年，少数自由党党员退党后，成立了澳大利亚民主党，奉行社会自由主义。
此后，弗雷泽连续赢得了1977年和1980年的大选。然而，一些重大的经济改革计划遭搁置。到1983年，受严重干旱的影响，澳大利亚的经济进入衰退期。最终，自由党在1983年的联邦选中，丢掉了24个席位，失去了执政权。在此后的13年中，自由党一直是联邦反对党，在野后，党内指责弗雷泽错过了改革的最佳时期。弗雷泽下台后，自由党逐漸右傾，並完全放棄凱恩斯主義，全面擁抱新自由主義的市場經濟。

### 联邦反对党
自1983年，自由党曾长时间处于分裂的状态，前财政部长约翰·霍华德和前外交部长安德鲁·皮考克相互争夺领袖职务。到1990年代初期，澳大利亚经济再次陷入低迷；失业率在1992年高达11.2%。时任自由党联邦领袖、经济学家约翰·休森博士在1993年大选时，提出了征收消费税的政策，未能赢得选民的支持；自由党还是选举失败。
这一时期，自由党在澳大利亚各州表现活跃。除昆士兰州外，自由党几乎在所有的州政府中长期执政。在维多利亚州，自由党曾在1955年至1982年间执政；在简纳德的领导下自由党于1992年重掌维多利亚州执政权，并一直到1999年。在西澳州，自由党在1993年击败工党，重夺执政权。

### 霍华德时期
1995年1月，约翰·霍华德再次出任联邦自由党领袖，彼得·科斯特洛担任副领袖。在一年后的联邦大选，自由党-国家党联盟贏得大選，結束工黨長達十三年的執政；霍华德出任政府总理，科斯特洛任财政部长，亚历山大·唐纳任外交部长。自由党－国家党联盟执政近十二年，連續贏得四次大选，成为澳大利亚历史上第二长的政府。
霍华德将自由党定型为自由保守主義政黨，把自由黨右傾化；社会政策保守、减少公共债务、维系与英联邦的联络、以及和美国同盟；同时，也注意发展和亚洲的贸易，扩大多民族的移民政策。他支持保留君主立宪制的澳大利亚政治结构，並於1999年推动公投，最終否決澳大利亚建立共和制。他推動公共事业私有化，并最终引入了消费税。九一一事件发生后，霍华德政府援引“澳美安全条约”，支持美国向阿富汗和伊拉克出兵。
2004年联邦大选，执政联盟的地位得到进一步巩固，获得参、众两院的多数席位。对两院的完全掌控，意味着政府可以轻松推行新政，而不需要征得少数党派把持的參議院同意。随后，霍华德对劳工关系法进行重大改革，受到了工会和劳工团体的强力反弹。2006年12月上任的工党领袖陆克文表示只要工党执政就撤销霍华德政府的劳工关系改革。2007年11月24日，自由党-国家党联盟在联邦大選中大敗，結束了長達十一年九個月的執政。霍華德也喪失其个人拥有了33年的貝內朗選區议席，辞去自由党领袖职务，退出政壇。
自2007年联邦选举失利后，自由党不仅是联邦反对党，在澳大利亚各个州、领地也没有执政权。一时间布里斯班市长成为了全国级别最高的自由党籍首长。这种势态持续到2008年9月，西澳自由党获得该州的选举胜利，此後黨勢逐漸恢復。

### 在野时期：2007－2013
霍华德下台后，前国防部长布伦丹·纳尔逊当选自由党领袖，来自西澳州的前教育部长朱莉·毕晓普则成为副领袖。
2008年，前霍华德政府部长麦肯·腾博挑战纳尔逊成功成为新领袖，但是，自由党在接下来的多次民调中表现差强人意；加之，腾博在2009年被指伪造时任总理陆克文的腐败丑闻。最终由于党内在如何应对气候变化上出现剧烈分歧，2009年12月1日，前卫生部部长托尼·阿博特在议会党团表决中以1票之差击败腾博当选党魁，领导自由党参加2010年的联邦大选。在此次大选中，自由党以良好的表现挽回了一些席位，并使执政工党失去了半数席次，产生自1940年以来第一个悬峙国会。但最終工党在获得三位独立议员和一位绿党议员的支持下，得以继续執政組建少數政府，而阿博特则自動當選连任自由党领袖。
2010年在州政府层面，自由党先后在塔斯马尼亚州和南澳大利亚州的议会选举中，提高了席次；并在维多利亚州重夺失去了11年的执政权。2011年3月，新南威尔士州自由党－国家联盟赢得了自二战结束后，澳大利亚历史上最大的州政府选举胜利。在昆士兰州，2008年自由党和国家党合并，形成新的“昆士兰自由国家党”；并于2012年3月，赢得了该州的执政权，並取得州議會四分之三的絕對多數。

### 重回政府：2013－2022

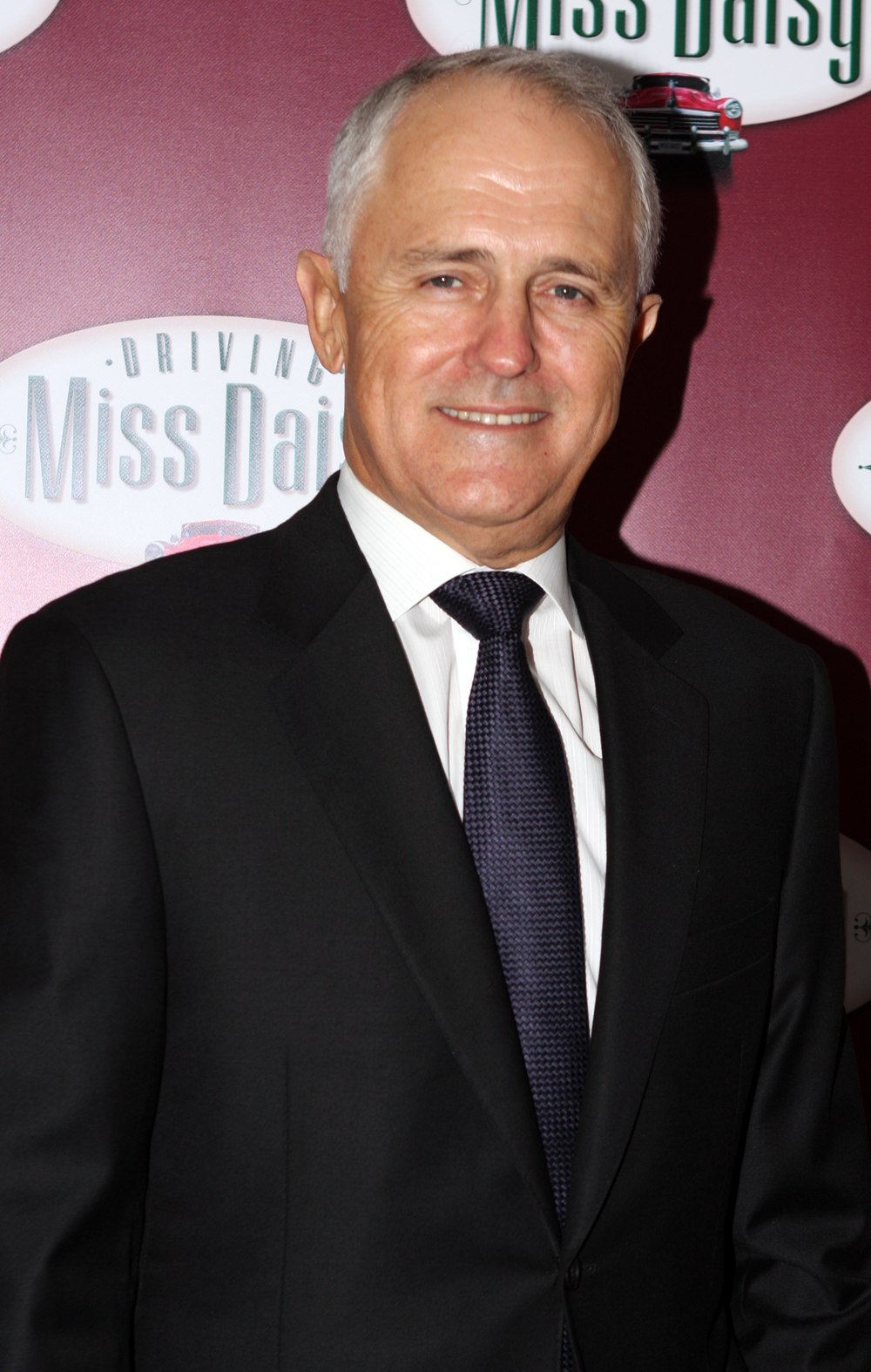
上任領袖麦肯·腾博，他為黨內自由派，在2015年逼退獲黨內保守派支持的原總理托尼·阿博特。

在经历了三年的工党少数政府和极为不稳定的工党领导权之争后，澳大利亚终于于2013年的9月迎来了一场新的大选，在选战之中，自由党领袖托尼·阿博特不断强调，他将会废除碳税，停止船民，修建基础建设，恢复财政盈余，这些举措都获得了不少民众的认同。最终在大选中，自由党领导的联盟在众议院一举夺得90席，获得了压倒性胜利。9月18日阿博特正式宣誓成为澳大利亚总理，而党副领袖毕晓普则成为外交部长，自由党重回執政地位，結束五年九個月的在野歲月。重新執政的自由黨施政出現失誤，民意支持率不斷下降，尤其是經濟政策失誤，投資者對澳大利亞經濟失去信心，前五位總理治下的持續經濟增長“奇跡”發生可能結束的危機。自由黨在各州也屢遭敗績，在議會佔絕對多數的昆士兰州自由國家黨政府在執政僅一屆後，就丟掉壓倒性多數議席下臺。
在此背景下，前黨魁麥肯·騰博連同副领袖毕晓普挑戰阿博特的領導權，2015年9月14日議會黨團表決中，騰博勝出，取代阿博特成爲黨魁並出任總理。
2016年5月，因參議院少數黨派反對騰博的預算案，腾博遂得以依据宪法把參眾兩院全部解散，提前舉行大選，這是29年來，澳大利亚首次举行改選全部國會議員的大选。这次大选两大党的支持率几乎相当，最后自由国家党联盟在众议院150席中获得76席，获得连任继续执政。但自由国家党联盟政府並不穩定，因為議員在任期內辭職導致需要尋求獨立議員支持才可以維持多數。
2019年5月，由莫里森總理領導的自由黨贏得多數，第三度執政。

### 2022年-  ：再度在野
2022年，由莫里森總理領導的自由黨敗選，失去執政近九年的政權。不少自由黨議席敗給工黨和不認同自由黨氣候變化和性別政策的無黨派獨立議員。兩任前總理的原議席均由無黨派獨立議員勝出。

## 历任领袖
1. 羅伯特·孟席斯（1945年－1966年，其间于1949年12月19日－1966年1月26日出任政府总理）
2. 哈羅德·霍爾特（1966年－1967年，其间于1966年1月26日－1967年12月19日出任政府总理）
3. 約翰·戈頓（1968年－1971年，其间于1968年1月10日－1971年3月10日出任政府总理）
4. 威廉·麥克馬洪（1971年－1972年，其间于1971年3月10日－1972年12月5日出任政府总理）
5. 比利·斯奈登（1972年－1975年）
6. 約翰·馬爾科姆·弗雷澤（1975年－1983年，其间于1975年11月11日－1983年3月11日出任政府总理）
7. 安德鲁·皮科克（1983年－1985年，第一次）
8. 約翰·霍華德（1985年－1989年，第一次）
9. 安德鲁·皮科克（1989年－1990年，第二次）
10. 約翰·休森（1990年－1994年）
11. 亞歷山大·唐納（1994年－1995年）
12. 約翰·霍華德（1995年－2007年，第二次；其间于1996年3月11日－2007年12月3日出任政府总理）
13. 布倫丹·尼爾遜（2007年－2008年）
14. 麦肯·腾博 （2008年－2009年）
15. 托尼·阿博特（2009年－2015年，其间于2013年9月18日－2015年9月15日出任政府总理）
16. 麦肯·腾博 (2015年－2018年，第二次；其间2015年9月15日－2018年8月24日出任政府总理)
17. 斯科特·莫里森 (2018年－2022年，其间于2018年8月24日-2022年5月23日出任政府总理)
18. 彼德·達頓 (2022年－2025年)
19. 利蘇珊(2025年－)